# Aírton Pavilhão
Aírton Pavilhão, właśc. Aírton Ferreira da Silva (ur. 31 października 1934 w Porto Alegre, zm. 3 kwietnia 2012 tamże) − piłkarz brazylijski, występujący na pozycji środkowego obrońcy.

## Kariera klubowa
Karierę piłkarską Aírton rozpoczął w klubie Força e Luz Porto Alegre w 1949 roku. Przełomem w karierze był transfer do Grêmio Porto Alegre, gdzie grał w latach 1954–1960 i po krótkim epizodzie w Santosie FC, 1961–1967. Z Grêmio jedenastokrotnie zdobył mistrzostwo stanu Rio Grande do Sul – Campeonato Gaúcho w 1956, 1957, 1958, 1959, 1960, 1962, 1963, 1964, 1965, 1966 i 1967 roku. W 1968 roku występował w Cruzeiro Porto Alegre i São José Porto Alegre. Ostatnim klubem w jego karierze była Cruz Alta, gdzie zakończył karierę w 1971 roku.

## Kariera reprezentacyjna
W reprezentacji Brazylii Aírton zadebiutował 6 marca 1960 w zremisowanym 2-2 meczu z reprezentacją Meksyku podczas Mistrzostw Panamerykańskich, na których Brazylia zajęła drugie miejsce. Na turnieju w Kostaryce wystąpił w sześciu meczach z Meksykiem, Kostaryką, Argentyną, Meksykiem, Kostaryką i Argentyną, który był jego ostatnim meczem w reprezentacji. Cztery lata wcześniej znajdował się w kadrze na Mistrzostwa Panamerykańskie 1956, które Brazylia wygrała.